# Roba Gari

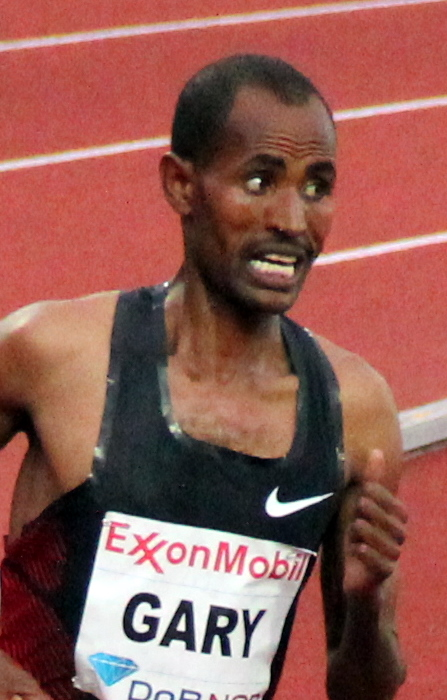
Roba Gari bei den Bislett Games 2011

Roba Gari (auch Roba Gary; * 12. April 1982 in Shewa) ist ein äthiopischer Langstreckenläufer, der sich auf den Hindernislauf spezialisiert hat.
Bei den Leichtathletik-Weltmeisterschaften 2007 in Osaka wurde er im Hindernislauf Zehnter. Dagegen schied er bei den Olympischen Spielen 2008 in Peking bereits in der Vorrunde aus. Bei den Leichtathletik-Weltmeisterschaften 2009 in Berlin belegte er den sechsten Rang.
Im folgenden Monat stellte Gari beim Leichtathletik-Weltfinale in Thessaloniki mit einer Zeit von 8:11,32 min einen äthiopischen Landesrekord im Hindernislauf auf. Diesen verbesserte er im Mai 2010 beim Qatar Athletic Super Grand Prix in Doha auf 8:10,29 min. Bei den Afrikameisterschaften in Nairobi gewann er die Bronzemedaille. Im September steigerte er als Zweiter beim Leichtathletik-Continentalcup in Split seinen nationalen Rekord auf 8:09,87 min.
Bei den Leichtathletik-Weltmeisterschaften 2011 in Daegu wurde Gari Fünfter. Bei den Panafrikanischen Spielen im selben Jahr gewann er die Silbermedaille. 2012 erreichte er bei den Olympischen Spielen in London den vierten Platz.

## Bestleistungen
- Hindernislauf: 8:06,16 min, 11. Mai 2012, Doha
- 3000 m: 7:43,38 min, 19. Mai 2010, Belém
  - Halle: 7:42,12 min, 9. Februar 2008, Valencia
- 5000 m: 13:33,17 min, 27. Juni 2008, Villeneuve-d’Ascq